# 18e étape du Tour d'Italie 2012
La 18e étape du Tour d'Italie 2012 se déroule le jeudi 24 mai 2012, entre les villes de San Vito di Cadore et Vedelago sur 149 km.

## Classement de l'étape
|    | Coureur               | Pays           | Équipe                       |    | Temps           |
| -- | --------------------- | -------------- | ---------------------------- | -- | --------------- |
| 1  | Andrea Guardini       | Italie         | Farnese Vini-Selle Italia    | en | 3 h 00 min 52 s |
| 2  | Mark Cavendish        | Royaume-Uni    | Sky                          | +  | m.t             |
| 3  | Roberto Ferrari       | Italie         | Androni Giocattoli-Venezuela |    | m.t             |
| 4  | Robert Hunter         | Afrique du Sud | Garmin-Barracuda             |    | m.t             |
| 5  | Lucas Sebastián Haedo | Argentine      | Saxo Bank                    |    | m.t             |
| 6  | Giacomo Nizzolo       | Italie         | RadioShack-Nissan            |    | m.t             |
| 7  | Alexander Kristoff    | Norvège        | Katusha                      |    | m.t             |
| 8  | Francesco Chicchi     | Italie         | Omega Pharma-Quick Step      |    | m.t             |
| 9  | Geoffrey Soupe        | France         | FDJ-BigMat                   |    | m.t             |
| 10 | Dennis Vanendert      | Belgique       | Lotto-Belisol                |    | m.t             |

## Classement général
|    | Coureur            | Pays     | Équipe              |    | Temps            |
| -- | ------------------ | -------- | ------------------- | -- | ---------------- |
| 1  | Joaquim Rodríguez  | Espagne  | Katusha             | en | 77 h 47 min 38 s |
| 2  | Ryder Hesjedal     | Canada   | Garmin-Barracuda    | +  | 30 s             |
| 3  | Ivan Basso         | Italie   | Liquigas-Cannondale |    | 1 min 22 s       |
| 4  | Michele Scarponi   | Italie   | Lampre-ISD          |    | 1 min 36 s       |
| 5  | Rigoberto Urán     | Colombie | Sky                 |    | 2 min 56 s       |
| 6  | Beñat Intxausti    | Espagne  | Movistar            |    | 3 min 04 s       |
| 7  | Domenico Pozzovivo | Italie   | Colnago-CSF Inox    |    | 3 min 19 s       |
| 8  | Paolo Tiralongo    | Italie   | Astana              |    | 4 min 13 s       |
| 9  | Thomas De Gendt    | Belgique | Vacansoleil-DCM     |    | 4 min 38 s       |
| 10 | Sergio Henao       | Colombie | Sky                 |    | 4 min 42 s       |

## Classements annexes

### Classement par points
|   | Cycliste          | Pays        | Équipe           | Points |
| - | ----------------- | ----------- | ---------------- | ------ |
| 1 | Mark Cavendish    | Royaume-Uni | Sky              | 138    |
| 2 | Joaquim Rodríguez | Espagne     | Katusha          | 109    |
| 3 | Ryder Hesjedal    | Canada      | Garmin-Barracuda | 73     |

### Classement du meilleur grimpeur
|   | Cycliste         | Pays       | Équipe                    | Points |
| - | ---------------- | ---------- | ------------------------- | ------ |
| 1 | Matteo Rabottini | Italie     | Farnese Vini-Selle Italia | 65     |
| 2 | Michał Gołaś     | Pologne    | Omega Pharma-Quick Step   | 34     |
| 3 | Andrey Amador    | Costa Rica | Movistar                  | 28     |

### Classement du meilleur jeune
|   | Cycliste           | Pays     | Équipe           |    | Temps            |
| - | ------------------ | -------- | ---------------- | -- | ---------------- |
| 1 | Rigoberto Urán     | Colombie | Sky              | en | 77 h 50 min 34 s |
| 2 | Sergio Henao       | Colombie | Sky              | +  | 1 min 46 s       |
| 3 | Gianluca Brambilla | Italie   | Colnago-CSF Inox |    | 3 min 33 s       |

### Classement par équipes

#### Classement au temps
|   | Équipe     | Pays       |    | Temps             |
| - | ---------- | ---------- | -- | ----------------- |
| 1 | Movistar   | Espagne    | en | 232 h 14 min 01 s |
| 2 | Lampre-ISD | Italie     | +  | 12 min 04 s       |
| 3 | Astana     | Kazakhstan |    | 29 min 28 s       |

#### Classement aux points
|   | Équipe          | Pays        | Points |
| - | --------------- | ----------- | ------ |
| 1 | Garmin-Barrcuda | États-Unis  | 289    |
| 2 | Sky             | Royaume-Uni | 269    |
| 3 | Katusha         | Russie      | 261    |

## Abandons
- Carlos José Ochoa (Androni Giocattoli-Venezuela) : non-partant
- Martin Velits (Omega Pharma-Quick Step) : non-partant